# Dagmarteatret
 Ikke at forveksle med Dagmar Teatret.
Dagmarteatret er et nu nedlagt københavnsk teater opkaldt efter kejserinde Dagmar.

## Historie
Teatret var en del af et kombineret teater-, hotel- og restaurationskompleks, der blev opført på hjørnet af Jernbanegade og Vestre Boulevard, den nuværende H.C. Andersens Boulevard 1881-1883 ved arkitekten Ove Petersen, der tidligere havde tegnet Det Kongelige Teater, efter et udkast af arkitekt Charles Abrahams, der blev sat af opgaven på investoren Isak Glückstadts foranledning i 1881 på grund af langsommelighed. Det blev indviet 7. marts 1883. Teatret lukkede i maj 1937 og blev revet ned og afløst af Dagmarhus, fordi brandmyndighederne havde pålagt en evt. ny ejer at nedrive eller ombygge den brandfarlige bygning.
Bygningen var opulent og stort anlagt, men havde visse skavanker. Scenerummet var ganske vist stort og større end både Casinos og Folketeatrets, men det betød at gangene i den øvrige bygning blev smalle og indeklemte. Til gengæld var der ikke sparet på dekorationen. Balustraderne var forgyldte, der var en imponerende lysekrone, sorte pæretræsstole med røde safianshynder og ikke mindst en strålende prosceniumsramme. Der var jerntæppe og overrislingsapparatur. Loftsmaleriet i scenerummet var udført af maleren C.F. Aagaard. Til teatret var knyttet ”Tunnelen”. Det var en underjordisk kuppelsal, hvor der efter forestillingerne kunne gives koncerter for teatrets gæster. Det udviklede sig senere til varieté. I stueetagen mod Vestre Boulevard lå Café Dagmar, der også havde småt dimensionerede lokaler. Etagerne over cafeen blev brugt af Hotel Dagmar.
Bygherrer var teatrets koncessionshavende direktør M.W. Brun sammen med den kendte spekulant Hans Hansen, også kendt som Hellig-Hansen, der også stod bag bl.a. National Scala i samme kvarter. Dagmarteatret er desuden omdrejningspunkt i Herman Bangs roman Stuk fra 1887, dog under navnet Victoriateatret. Hans Hansen, som fik Ridderkorset i anledning af teatrets åbning, gik fallit i foråret 1884.

## Repertoire
Dagmars lystspil var vidtspændende fra de letteste lystspil og operetter til det patetiske drama og nationale skuespil som Landsoldaten, for da teatret åbnede, havde Det Kongelige Teater stadig monopol på seriøst drama (varede indtil 1889). I sæsonen 1885-86 spilledes Peer Gynt, i 1887-88 vistes En Fallit og En Handske af Bjørnstjerne Bjørnson. Sidstnævnte blev en dog en af teatrets store fiaskoer. 

## Krise og senere succeser
I 1905 opstod en kunstnerisk krise, da teatrets 8 hovedkræfter, ”De Otte” , brød med Dagmarteatret i utilfredshed med Martinius Nielsens ledelsesstil. I 1918 overtog Frede Skaarup Dagmarteatret, og det tydede på, at teatret vil blive en del af underholdningsindustrien. Men Skaarup overraskede: Han så hellere, at Dagmarteatret genvandt sin status som seriøst teater og gerne med Poul Reumert som teaterdirektør eller instruktør. Det blev derfor Poul Reumert og Bodil Ipsen, som kom til at tegne teateret. Teaterbevillingen gik dernæst til Thorkild Roose, men Reumert fik plads i direktionen. Dermed opstod et produktivt triumvirat mellem Skaarup, Roose og Reumert. Men da denne ledelse stoppede, begyndte nedgangsperioden, hvilket – sammenholdt med en bedaget og nedslidt bygning – førte til lukningen i 1937. Da Dagmarteatret blev nedlagt, blev det afløst af en bygning med biograf, se Dagmar Teatret. Takket være Teatermuseets direktør, Robert Neiiendam, blev en række effekter hjemtaget til museet og er bevaret.
Teatrets største succeser gennem tiden var Frøken Nitouche 1884, Landsoldaten 1886, Cyrano de Bergerac af Edmond Rostand 1908, Gamle Melodier 1922 og Josephine Bakers Gæsteoptræden 1928. Blandt de største fiaskoer var – ud over En Handske – også Labyrinthen 1922.

## Direktører
- 1883-1884: M.W. Brun
- 1884-1887: Theodor Andersen
- 1887-1889: F.A. Cetti
- 1889-1897: C. Riis-Knudsen
- 1897-1909: Martinius Nielsen
- 1909-1910: Walter Christmas
- 1910-1912: August Liebman
- 1911-1914: Adam Poulsen
- 1912-1914: Johannes Nielsen
- 1914-1919: Holger Hofman
- 1919-1923: Thorkild Roose
- 1923-1928: Holger Hofman (igen)
- 1929-1934: Otto Jacobsen
- 1934-1937: Knud Rassow